# Gianluca Paglicci
Gianluca Paglicci (ur. 8 września 1971 w Arezzo) – włoski kierowca wyścigowy.

## Kariera
Paglicci rozpoczął karierę w wyścigach samochodowych w 1991 roku od startów we  Włoskiej Formule 3, gdzie jednak nie zdobywał punktów. Cztery lata później w tej samej serii był czwarty. W późniejszych latach pojawiał się także w stawce Masters of Formula 3, Grand Prix Monako Formuły 3, Francuskiej Formuły 3, Formuły 3000 oraz German Supertouring Championship.
W Formule 3000 Włoch wystartował podczas rundy na Mugello w sezonie 1997 z brytyjską ekipą Nordic Racing. Zajął dwudzieste miejsce. Został sklasyfikowany na 36. miejscu w końcowej klasyfikacji kierowców.